# Sven-Olov Sjödelius
Sven-Olov Sjödelius (Svartå, Nyköping, Södermanland, 13 de junho de 1933 - 29 de março de 2018) foi um velocista sueco na modalidade de canoagem.
Foi vencedor das medalhas de ouro em K-2 1000 m em Roma 1960 junto com o seu colega de equipe Gert Fredriksson e em Tóquio 1964 com o seu colega de equipe Gunnar Utterberg.